# 蔣建元
蔣建元（1966年—），台灣戲曲演員、歌仔戲導演，1976年入讀中華民國海軍陸戰隊飛馬豫劇隊（現在的臺灣豫劇團）學生班，豫劇藝名蔣海元，跟當時在班任教的朱陸豪、王冠強學習京劇武功，后師承石文戶學台灣歌仔戲導演藝術，曾在國立復興劇藝實驗學校歌仔戲科（現在的國立台灣戲曲學院歌仔戲學系）專任教師，教武打（基本功、毯子功、把子功），後曾任宜蘭縣立蘭陽戲劇團副導演、執行導演，輔助藝術總監兼導演黃春明。
((未央天))主演大師級英雄劉老師琢瑜先生。
他在石文戶執導的葉青歌仔戲團大型舞台公演《冉冉紅塵》擔任助理導演。
石文戶執導的大型舞台公演歌仔戲《鳳凰蛋》（柯銘峰音樂指導、新曲作曲，洪堯進主弦，簡永福文場領班，王清松武場領班）、《浮沉紗帽》（柯銘峰音樂指導、編曲，洪堯進主弦，簡永福文場領班，王清松武場領班）、《御匾》（柯銘峰唱腔設計；編腔、領奏，王清松打鼓，陳中申編曲指揮台北市立國樂團）、《錯配姻緣》（周以謙音樂設計，朱作民武場領班）、《吉人天相》（周以謙音樂設計，朱作民武場領班）、《樊江關》（周以謙音樂設計，朱作民武場領班），他做副導演。
《欽差大臣》（柯銘峰參與編腔，劉文亮音樂設計，洪堯進主弦，簡永福文場領班，王清松武場領班）是他執導的第1部大型舞台公演歌仔戲作品，後來還給同1劇團導演了柯銘峰領奏，陳中申編曲指揮台北市立國樂團的《命運不是天注定》（柯銘峰編腔，王清松打鼓）和第1版《新天鵝宴》（劉文亮參與編腔，陳子堅打鼓）2部戲。
黃春明編劇、導演的大型舞台公演歌仔戲《杜子春》、《愛吃糖的皇帝》、《新白蛇傳》，他做執行導演。
楊麗花歌仔戲團最新的大型舞台公演《丹心救主》是他的導演作品。
他的導演作品還有《搜孤救孤》（邱火榮音樂指導，莊家煜編曲，劉文亮主弦，林永志打鼓）、《送親緣》、《周成過台灣》、《木蘭辭》、《天黑黑》、《碧海青天》、《誰是第一名》（兒童歌仔戲）等大型舞台公演歌仔戲。